# 327 v.Chr.
Het jaar 327 v.Chr. is een jaartal volgens de christelijke jaartelling.

## Gebeurtenissen

### Italië
- Lucius Cornelius Lentulus en Quintus Publius Philo zijn consul in het Imperium Romanum.
- Het begin van de Tweede Samnitische Oorlog.
- Rome belegert de Griekse havenstad Napels.
- De Samnieten komen de stad Napels te hulp en sturen een garnizoen. In de stad ontstaat daarover onenigheid, er is een pro-Romeinse en een pro-Samnitische factie.[1]

### Perzië
- De hofhistoricus Callisthenes, een neef van Aristoteles, sterft en laat zijn Alexander de Grote-geschiedenis na.
- Het zilvergeld wordt gelijkgeschakeld in het Macedonische Rijk.

### India
- In het najaar bereikt Alexander de Grote met het Macedonische leger de Indusvallei.
- De Macedonische generaals Hephaestion en Perdiccas trekken door de Khyberpas.

## Geboren
- Heracles (~327 v.Chr. - ~309 v.Chr.), onwettige zoon van Alexander de Grote

## Overleden
- Callisthenes (~360 v.Chr. - ~327 v.Chr.), Grieks historicus (33)